# Sonologia
Sonologia é um neologismo usado para descrever o estudo do som em várias disciplinas.

## Aplicações
O termo é também usado para descrever a pesquisa interdisciplinar no campo da música eletrônica e da música computadorizada, utilizando disciplinas como acústica, eletrônica, informática, composição e psicoacústica. Este sentido do termo é amplamente associado ao Instituto de Sonologia, que foi estabelecido pelo compositor Gottfried Michael Koenig na Universidade de Utrecht em 1967 e mais tarde se mudou para o Conservatório Real de Haia em 1986.  O termo também foi adotado para descrever o estudo da música eletrônica em outras instituições, incluindo o Centro de Sonologia Computacional (agora "Sound and Music Computing")  na Universidade de Pádua, o Kunitachi College of Music, em Tóquio, a Faculdade de Música da Catalunha em Barcelona, e a Universidade Federal de Minas Gerais, no Brasil.
Na medicina, o termo é usado no campo da imagem para descrever a prática da ultrassonografia médica. De acordo com alguns estudiosos, a ultrassonografia pode representar uma aplicação mais avançada da ultra-sonografia clínica, principalmente devido à exigência do uso da aplicação crítica de habilidades cognitivas e radiográficas na determinação diagnóstica no momento da aplicação à beira do leito do ultrassom focalizado. 